# Coleophora crassicornella
Coleophora crassicornella é uma espécie de mariposa do gênero Coleophora pertencente à família Coleophoridae.